# Kalophrynus calciphilus
Espèce
Kalophrynus calciphilus est une espèce d'amphibiens de la famille des Microhylidae.

## Répartition
Cette espèce est endémique de l'État du Sarawak en Malaisie orientale, sur l'île de Bornéo. Elle se rencontre entre 70 et 1 200 m d'altitude dans le parc national du Gunung Mulu.  

## Publication originale
- Dehling, 2011 : A new karst-dwelling species of Kalophrynus (Anura: Microhylidae) from Gunung Mulu National Park, Borneo, Malaysia. Zootaxa, no 2737, p. 49-60.